# Свит (футбольный клуб)
«Свит» (пол. Świt Nowy Dwór Mazowiecki) — польский футбольный клуб из города Новы-Двур-Мазовецки, играющий в третьей лиге.

## История
В 1991 году команда вышла в Третью лигу Польши (четвёртую по силе). В 1995 году произошло ещё одно повышение — на этот раз до второго уровня клубного футбола Польши. Дебют в Экстраклассе состоялся в сезоне 2003/04, и с первой попытки футболистам не удалось подтвердить класс команды высшего дивизиона.

## Достижения
- 1/4 финала Кубка Польши 2001/02

## Известные игроки
- Бранко Рашич
- Адам Зеер